# Makoto Nagao

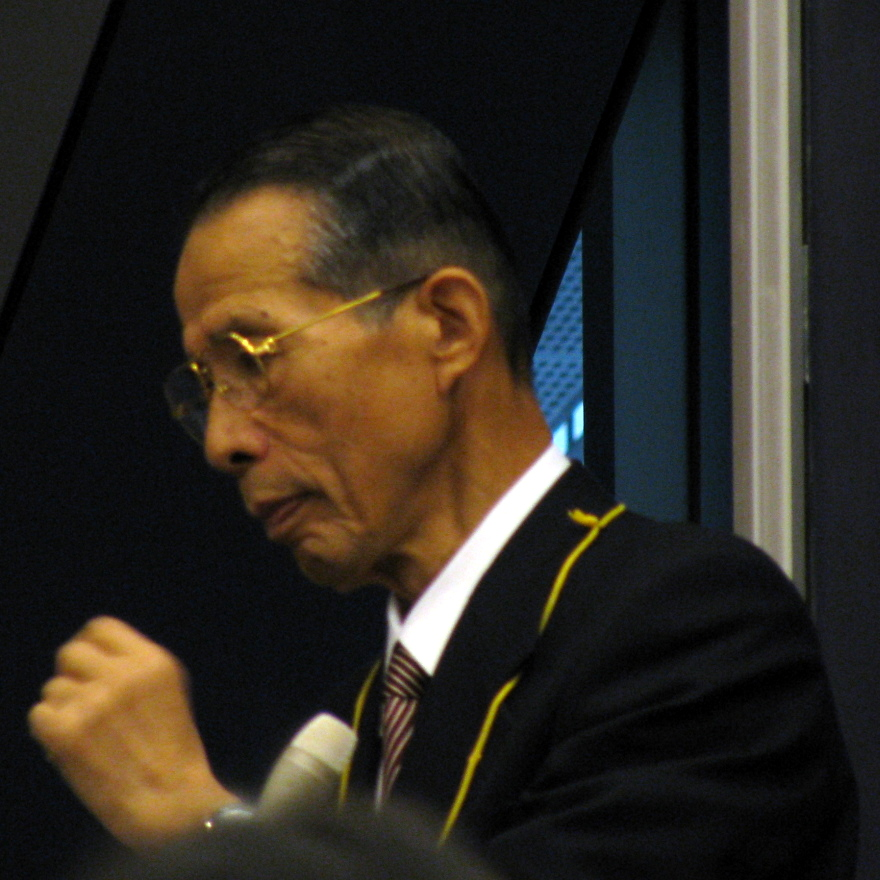
Makoto Nagao, 2009

Makoto Nagao (japanisch 長尾 真, Nagao Makoto; geboren 4. Oktober 1936 in der Präfektur Mie; gestorben 23. Mai 2021) war ein japanischer Informatiker und Wissenschaftsorganisator.

## Leben und Wirken
Makoto Nagao schloss 1959 sein Studium an der Fakultät für Ingenieurswesen der Universität Kyōto ab. Nach Abschluss der Graduiertenausbildung wurde er 1961 Assistent an seiner alma mater. 1966 folgte die Promotion, 1968 die Ernennung zum Assistenzprofessor. 1967 arbeitete er in Frankreich als Gastforscher an der Universität Grenoble. 1971 wurde er Professor an der Kyōdai. 1986 übernahm er als Direktor das Großrechenzentrum der Universität. 1991 wurde Nagao erster Vorsitzender der neugegründeten „International Association for Machine Translation“ (IAMT), 1994 erster Vorsitzender der „Vereinigung für Sprachverarbeitung“ (言語処理学会, Gengo shori gakkai). 1995 wurde er Direktor der Universitätsbibliothek der Universität Kyōto, 1997 Präsident der Universität. 2003 ging er in den Ruhestand und wurde als „Meiyo Kyōju“ geehrt.
2007 wurde Nagao Direktor der Nationalen Parlamentsbibliothek, 2014 Mitglied der Japanischen Akademie der Wissenschaften. 2015 wurde er Vorsitzender des „International Institute of Advance Studies“ (国際高等研究所, Kokusai kōtō kenkyūjo), einem 1984 in der Kansai Science City eingerichteten Think Tank. 2016 schließlich wurde er Vorsitzender der „Kyōto Prefectural Public University Corporation“ (京都府公立大学法人).

## Publikationen (Auswahl)
- „Theorie der Bilderkennung“ (画像認識論, Gazō ninshiki-ron) 1983
- „Computer Muster-Erkennung“  (コンピュータのパターン認識, Computer no pattern ninshiki) 1985
- „Maschinelle Übersetzung, wie weit geht ihre Möglichkeit“ (機械翻訳はどこまで可能か, Kikai honyaku wa, doko made kanō ka) 1986
- „Künstliche Intelligenz und der Mensch“ (人工知能と人間, Jinkō chinō to ningen) 1992
- „Die elektronische Bibliothek“ (電子図書館; Denshi toshokan) 1994
- „Was heißt 'Verstehen' “ (「わかる」とは何か, 'Wakaru' towa nanika) 2001
- „Was die Bibliothek der Zukunft anbetrifft“ (未来の図書館を作るとは, Mirai no toshokan o tsukuru to wa) 2012

## Auszeichnungen (Auswahl)
- 1986 Preis der Gesellschaft für elektronische Informationsübermittlung (電子情報通信学会業績賞)
- 1993 IEEE Emanuel R. Piore Award
- 1997 Preis der Gesellschaft für Informationsverarbeitung (情報処理学会功績賞)
- 1997 Preis der „International Association for Machinetranslation“
- 1997 Ehrenmedaille (Japan)
- 1999 Ehrendoktor der University of Nottingham
- 2000 IEEE-Fellow
- 2004 Aufnahme in die Ehrenlegion
- 2005 Japan-Preis
- 2008 Person mit besonderen kulturellen Verdiensten
- 2012 Sonderpreis der Stadt Kyōto
- 2018 Kulturorden